# Diāna Dadzīte
Diāna Dadzīte (Riga, 4 febbraio 1986) è un'atleta paralimpica lettone specializzata nelle gare di lancio del disco, lancio del giavellotto e lancio del peso, appartenente alla categoria F55.
Nel corso della sua carriera paralimpica ha disputato per due volte ai Giochi paralimpici, vincendo quattro medaglie totali.

## Carriera
Ha iniziato a praticare sport paralimpici nel 2014 dopo che l'anno precedente alcuni allenatori la avevano notata durante i mondiali paralimpici di atletica leggera di Lione, dove aveva accompagnato l'amico Aigars Apinis.
Nel 2016 partecipa agli europei paralimpici di Grosseto, dove conquista le prime medaglie della sua carriera: oro nel lancio del peso F55, argento nel lancio del giavellotto F56 e bronzo nel lancio del disco F55. Più tardi, nello stesso anno, partecipa alle paraolimpiadi di Rio in cui fa da portabandiera durante la cerimonia di apertura. Durante i giochi partecipa a due discipline vincendo la medaglia di bronzo nel lancio del disco e quella d'oro nel lancio del giavellotto, stabilendo il nuovo record mondiale di 22,23 m.
L'anno seguente, durante i mondiali di Londra vince la medaglia d'oro nel lancio del peso e nel lancio del disco, nell'occasione stabilisce il nuovo record di 27,07 m in quest'ultima disciplina. Vince un'altra medaglia d'oro nel 2019 durante i mondiali di Dubai.
Nel 2021 partecipa ai Giochi paralimpici di Tokyo, vincendo una medaglia d'argento nel lancio del disco (dietro alla cinese Dong Feixia) e una medaglia di bronzo nel lancio del giavellotto.

## Palmarès

### Lancio del disco

#### Giochi paralimpici estivi
- 2 medaglie
  - 1 argento (Tokyo 2020)
  - 1 bronzo (Rio 2016)

#### Mondiali paralimpici
- 1 medaglia
  - 1 oro (Londra 2017)

#### Europei paralimpici
- 1 medaglia
  - 1 bronzo (Grosseto 2016)

### Lancio del giavellotto

#### Giochi paralimpici estivi
- 2 medaglie 
  - 1 oro (Tokyo 2020)
  - 1 bronzo (Rio 2016)

#### Mondiali paralimpici
- 1 medaglia
  - 1 oro (Londra 2017)

#### Europei paralimpici
- 1 medaglia
  - 1 argento (Grosseto 2016)

### Lancio del peso

#### Mondiali paralimpici
- 1 medaglia
  - 1 oro (Londra 2017)

#### Europei paralimpici
- 1 medaglia
  - 1 oro (Grosseto 2016)